# السمارى (إب)

تعديل مصدري - تعديل

السمارى هي إحدى قرى عزلة جبل معود بمديرية إب التابعة لمحافظة إب، بلغ تعداد سكانها 379 نسمة حسب تعداد اليمن لعام 2004.